# Кызкалеси (город)
Кызкалеси (тур. Kızkalesi) — небольшой турецкий городок (тур. belde) в районе Эрдемли провинции Мерсин. Население составляет 1 742 человек (2011), высота над уровнем моря — 10 м. Город находится в 23-х км. от районного центра Эрдемли и в 60-ти км. от города Мерсин.
Название городка происходит от небольшой островной крепости Кызкалеси, находящейся в 200—300-х метрах от городской набережной, название которой переводится как Девичья крепость. Городок находится на месте древнего города-крепости Корикос.

## Достопримечательности
- Развалины древнего города Корикос
- Островная средневековая крепость Кызкалеси

| |  |
| Слева: развалины древнего города-крепости Корикос на берегу Кызкалеси. Справа: крепость Кызкалеси (Девичья крепость), расположенная на острове примерно в 300-х метрах от берега Кызкалеси |  |